# نوودراچیونینو
نوودراچیونینو (به لاتین: Novodrachyonino) یک منطقهٔ مسکونی در روسیه است که در سرزمین آلتای واقع شده‌است.

## موقعیت جغرافیایی
جغرافیا
نوودراچیونینو در 34 کیلومتری شمال شرقی زارینسک (مرکز اداری منطقه) از طریق جاده قرار دارد. بازار آودیفسکایا نزدیکترین محله روستایی است.